# Коллонж
Колло́нж (фр. Collonges) — коммуна во Франции, находится в регионе Рона — Альпы. Департамент — Эн. Административный центр кантона Коллонж. Округ коммуны — Жекс.
Код INSEE коммуны — 01109.

## География
Коммуна расположена приблизительно в 410 км к юго-востоку от Парижа, в 95 км северо-восточнее Лиона, в 55 км к востоку от Бурк-ан-Бреса.
На юго-востоке коммуны протекает река Рона. Западная часть территории коммуны покрыта лесами.

## Климат
Климат полуконтинентальный с холодной зимой и тёплым летом. Дожди бывают нечасто, в основном летом.

## Население
Население коммуны на 2010 год составляло 1897 человек.
| 1962 | 1968 | 1975 | 1982 | 1990 | 1999 | 2010 |
| ---- | ---- | ---- | ---- | ---- | ---- | ---- |
| 879  | 901  | 966  | 926  | 1000 | 1105 | 1897 |

## Администрация
| Период | Период | Фамилия     | Партия | Примечания |
| ------ | ------ | ----------- | ------ | ---------- |
| 1995   | 2008   | Роже Маршан |        |            |
| 2008   | 2014   | Андре Дюпар |        |            |

## Экономика
В 2010 году среди 1258 человек трудоспособного возраста (15—64 лет) 1032 были экономически активными, 226 — неактивными (показатель активности — 82,0 %, в 1999 году было 77,3 %). Из 1032 активных жителей работали 958 человек (527 мужчин и 431 женщина), безработных было 74 (33 мужчины и 41 женщина). Среди 226 неактивных 77 человек были учениками или студентами, 50 — пенсионерами, 99 были неактивными по другим причинам.

## Фотогалерея

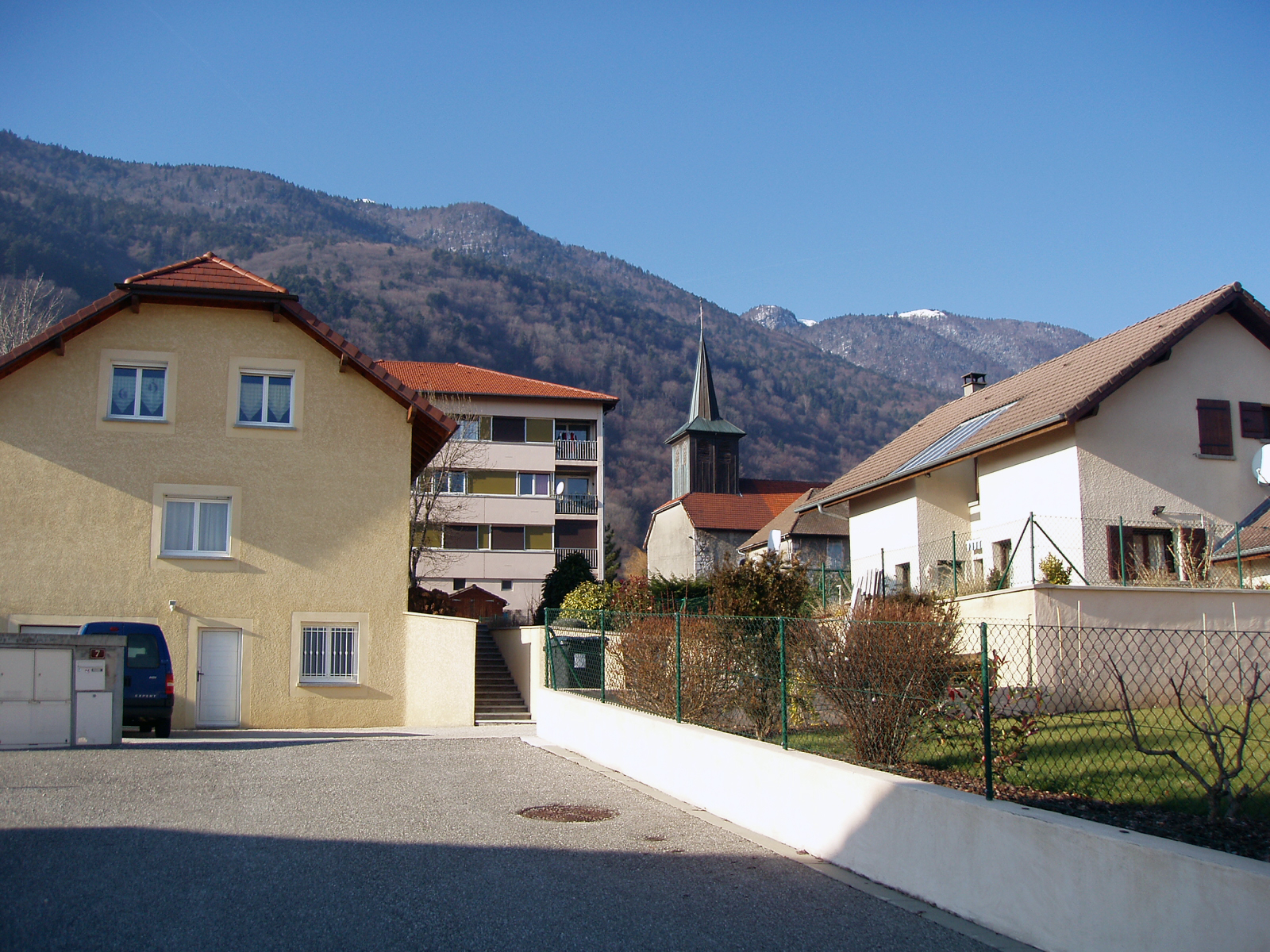
Коллонж
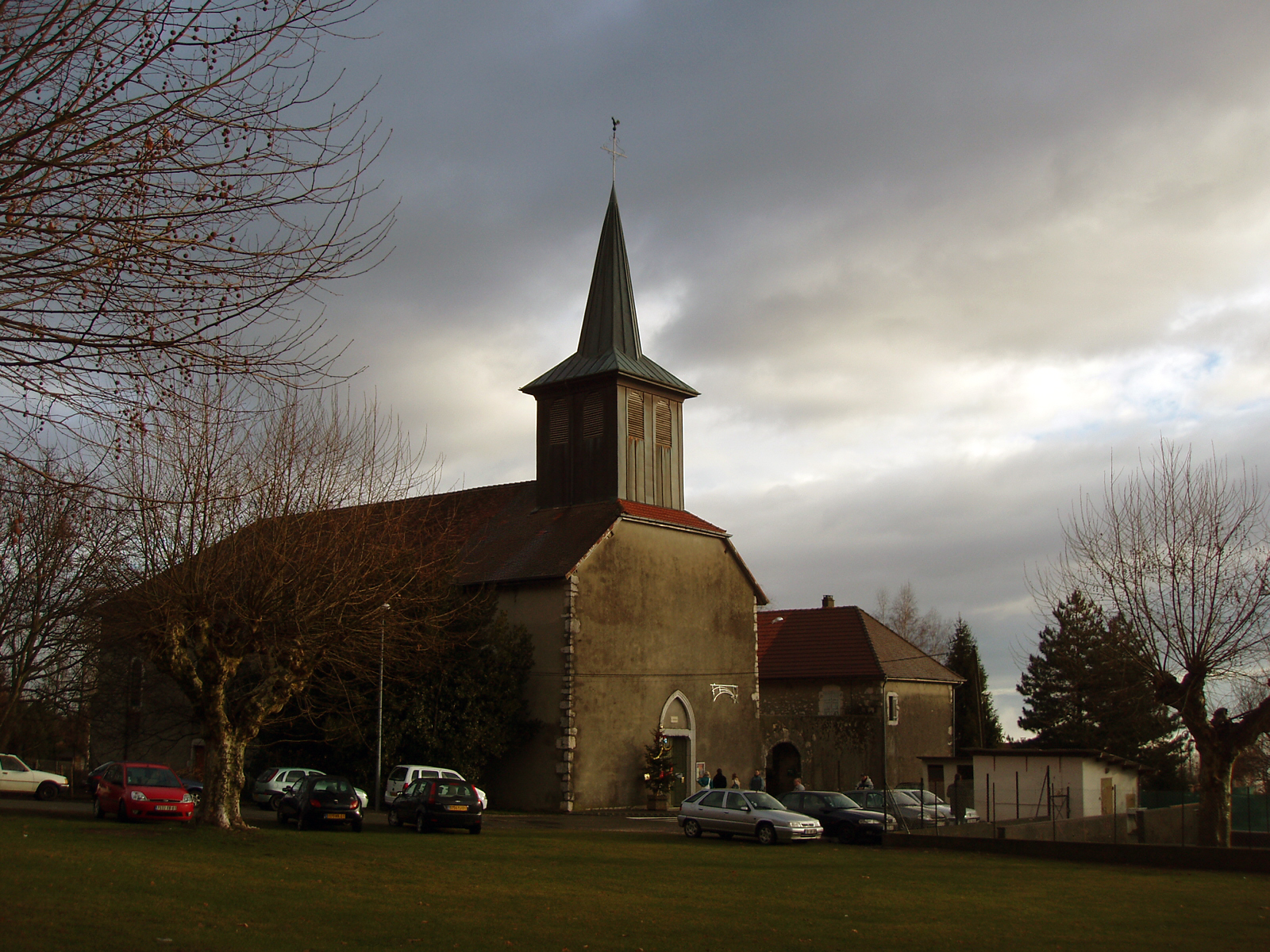
Церковь
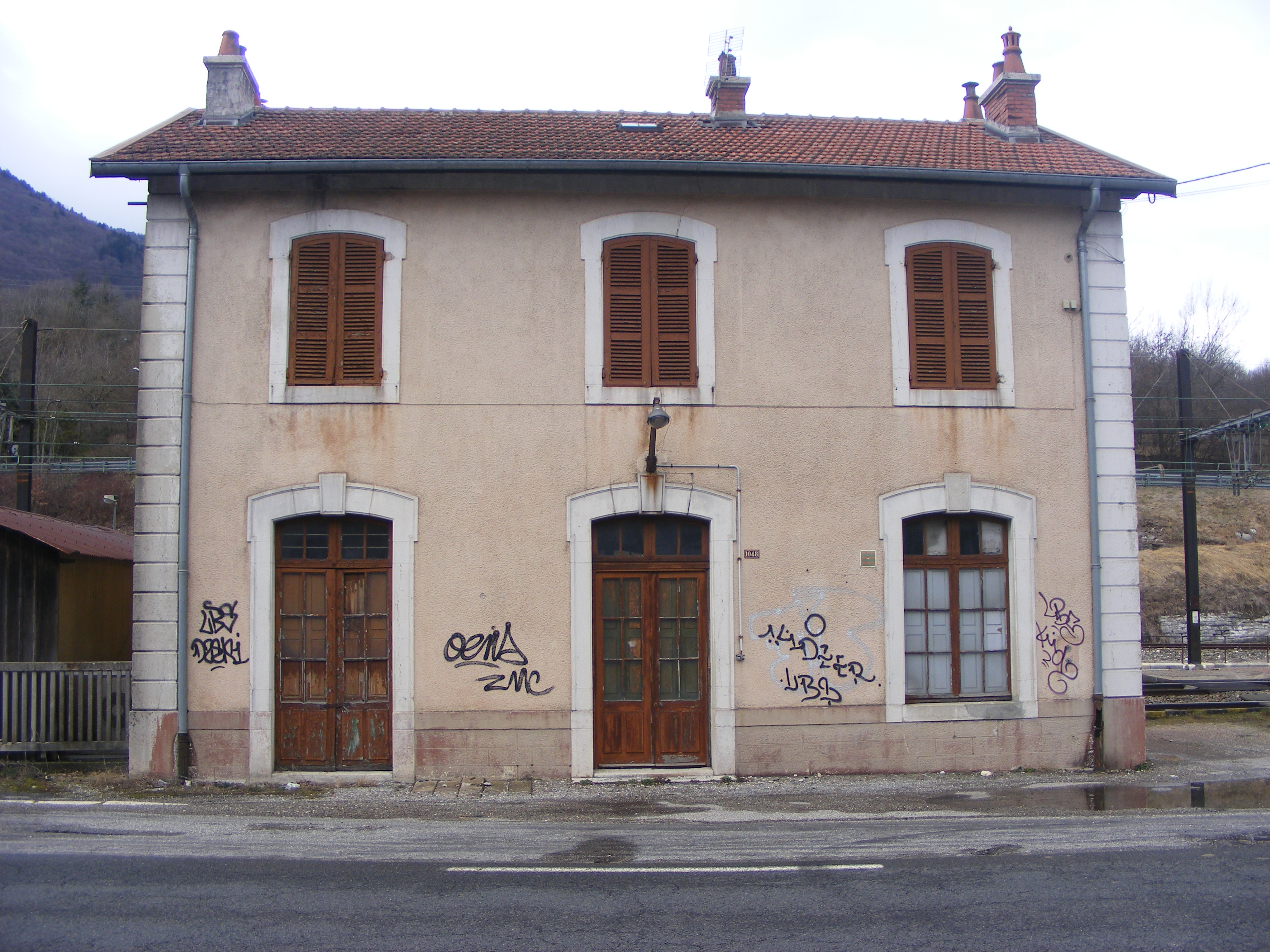
Вокзал
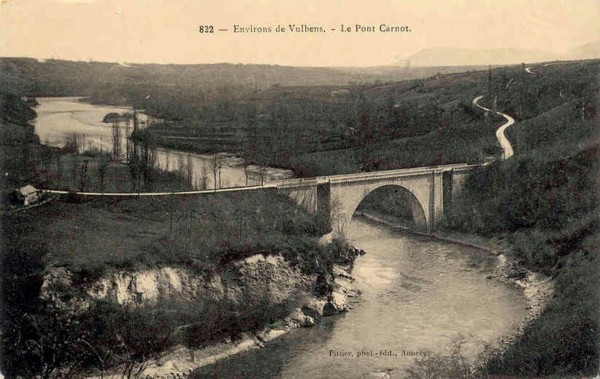
Мост Карно через реку Рона (1910 год)